# 背徳のシナリオ
「背徳のシナリオ」（はいとくのシナリオ）はWinkの12枚目のシングルとして、1991年10月16日にポリスターより発売された。

## 解説
表題曲は、作詞を及川眠子、作曲を工藤崇、編曲を門倉聡が担当したWinkの楽曲。『ザテレビジョン』では、「'70年代のディスコ調にロシア民謡をのせたユニークな曲調だ。詞は寒いシベリアのような地で、ひとり愛する男性を待っているという悲しい内容。ソ連情勢が世界の注目を集めている今、タイムリーな曲になったかも。」として紹介されている。
歌詞に“ツンドラ”が登場するが、これはプロデューサー水橋春夫の指示によるものである。
パナソニック・ヘッドホンステレオRQ-S35およびRQ-S35V（松下電器産業）のCMソングとして使用された。
カップリング曲は「12月の織姫」。イギリスの女性歌手であるゾーイー・ヘイウッドの1987年の楽曲 "My World" を原曲とする。日本語詞は及川眠子、編曲は門倉聡が担当した。
1991年10月16日に発売。オリコンチャートの週間ランキングでは、10月28日付での初登場3位を最高位とし、以後、100位以内には、翌1992年1月20日付の89位まで、12週連続ランクインした。同チャートの年間ランキングでは、1991年度においては14.972万枚の売上により108位、1992年度においては4.629万枚の売上により285位となっており、両年度で累計19.601万枚を売上げた。

## 収録曲
1. 背徳のシナリオ
  - 作詞：及川眠子、作曲：工藤崇、編曲：門倉聡
2. 12月の織姫
  - 作詞・作曲：ビリー・ヒューズ, ログザンヌ・シーマン、日本語詞：及川眠子、編曲：門倉聡

## 収録アルバム
- 背徳のシナリオ
  - Fairy Tone 2
  - Sapphire
  - Diamond Box - リミックス・バージョンで収録。
  - Raisonné
  - Diary
  - WINK MEMORIES 1988-1996 - 初回生産分のみ、ソロパートを入れ替えたバージョンで収録。
- 12月の織姫
  - Sapphire
  - Back to front

## テレビ番組における歌唱
※ 在京キー局のテレビ番組の放送日は首都圏のもの。地方の系列局の放送日は異なる場合がある。
- 背徳のシナリオ

| 放送日 (曜日)                      | 番組名                                            | 放送局     | 衣装 | 備考 |
| ---------------------------------- | ------------------------------------------------- | ---------- | ---- | --- |
| 1991.10.11 (金)[10]                | ミュージックステーション[10]                      | テレビ朝日 | Ａ   | Winkは同番組で杏里の楽曲「SUMMER CANDLES」も歌唱。 |
| 1991.10.13 (日)[注 3]              | スーパーJOCKEY[注 3]                              | 日本テレビ | Ａ   | |
| 1991.10.18 (金)[注 4]              | G-STAGE[注 4]                                     | フジテレビ | Ｂ   | |
| 1991.10.25 (金)[11]                | ミュージックステーション[11]                      | テレビ朝日 | Ｂ   | |
| 1991.10.27 (日)[注 5]              | 歌謡びんびんハウス[注 5]                          | テレビ朝日 | Ａ   | この日は『プロ野球日本シリーズ西武×広島～西武』放送の予定であったが[12][注 5]、雨天中止[13]により当番組放送。 Winkは同番組の次回11月3日(日)放送分にも出演[注 6]。                                                                                                 |
| 1991.11.08 (金)[注 7]              | G-STAGE[注 7]                                     | フジテレビ | Ａ   | Winkは同番組でザ・ゴールデン・カップスの楽曲「長い髪の少女」も歌唱。 |
| 1991.11.12 (火)[注 8]              | 歌謡リクエストショー[注 8]                        | NHK総合    | Ａ   | |
| 1991.11.15 (金)[注 9][注 8]        | MUSICパフェ[注 9][注 8]                           | 日本テレビ | Ａ   | |
| 1991.12.07 (土)[注 10]             | 加トちゃんケンちゃんごきげんテレビ[注 10]         | TBS        | Ａ   | |
| 1991.12.24 (火) 深夜[注 11][注 12] | おしゃれ気分にX'mas Night[注 11][注 12]           | テレビ朝日 |      | |
| 1992.01.02 (木)[注 13]             | タモリ・山田邦子のヤマモリ音楽ステーション[注 13] | テレビ朝日 | Ａ   | Winkは山田邦子のコメディを交えて本曲のほか「きっと熱いくちびる」も歌唱。同番組で「追憶のヒロイン」も歌唱。 |
| 1992.06.15 (月)[14]                | Winkコンサートツアー'92[14]                       | NHK BS2    | Ｃ   | 同番組は1992年4月5日(日)に中野サンプラザで開催された「Sapphire」コンサートを収録したもの。Winkはコンサート用の衣装を着用[15]。 1993年1月3日(日)に再放送[16]。 ライブビデオ『WINK '92 CONCERT SAPPHIRE』（ポリスター、1992年9月26日）に本曲歌唱部分も収録[注 14]。 |
- 「衣装」欄の記号：Ａ＝PVと同じ衣装　Ｂ＝鈴木早智子がダークグリーン、相田翔子がワインレッドの衣装　Ｃ＝その他（「備考」欄参照）

## カバー
- 背徳のシナリオ
  - Yoo Yoo – 英語カバー。タイトルは「Haitoku No Scenario」。Yoo YooによるWinkの楽曲のカバーアルバム『BEST OF WINK』（ポリスター、1991年11月25日）、同『WINK COLLECTION』（同前、1992年9月26日）に収録。
  -  ウィニー・ラウ（劉小慧、香港の女性歌手） - 広東語カバー。タイトルは「Do Re Mi Fa So」。ウィニー・ラウのアルバム『改改（中国語版）』[注 16]（ポリグラム、1994年3月22日）に収録。広東語詞は陳少琪（中国語版、英語版）、編曲は方樹樑（中国語版）。
  - Kaya - Kayaの配信限定カバーアルバム『DRESS』（ビクターエンタテイメント、2019年6月23日）に収録[17]。